# Befindlichkeitsstörung
Eine Befindlichkeitsstörung ist eine negative Empfindung, die rein subjektiv wahrgenommen wird. Sie betrifft als psychische Störung den Bereich des Befindens, wo belastende bzw. die Lebensbewältigung beeinträchtigende Inhalte zeitlich überdauernd bzw. intensiv erlebt werden.
Sie ist abzugrenzen von im alltäglichen Befinden auftretenden negativen Schwankungen („Unwohlsein“), die in der eigenen Beobachtung auftreten. Fehlen von Störungen beschreibt man als subjektives Wohlbefinden. Der Begriff der Befindensbeeinträchtigung wird ebenfalls verwendet, ist allerdings weniger klar definiert.
Man kann die Befindlichkeitsstörung (bzw. das Wohlbefinden nach der Definition der Weltgesundheitsorganisation) wie folgt in drei Gebiete aufteilen: körperliches, seelisches und soziales Befinden (Bullinger, 1992). Im positiven Sinne wird zumeist von gutem Allgemeinbefinden auch ohne diese Differenzierung in verschiedene Bereiche gesprochen. Im negativen Sinne wird von schlechtem Allgemeinbefinden gesprochen, wenn sich z. B. infolge einer Krankheit oder Behinderung allgemeine Abwehrreaktionen des Körpers einstellen und/oder sich die Funktionsbereitschaft des Gesamtorganismus verringert. Dies kann z. B. bei Gewichtsabnahme, Fieber oder Immunabwehr und bei körperlicher oder psychischer Erschöpfung eintreten. Hierdurch werden die Funktionen des Gesamtorganismus bzw. die allgemeine körperliche Anpassung und die Funktionsreserven eingeschränkt. Mit schlechtem Allgemeinbefinden ist auch eine individuelle Disharmonie der körperlichen, seelischen und sozialen Integration gemeint, siehe auch Weblinks.

## Beispiele für die Vielfalt der Symptome einer Befindlichkeitsstörung
Von Befindlichkeitsstörungen wird in der Literatur häufig in folgenden Zusammenhängen gesprochen: Wetterfühligkeit, Umweltgifte, beispielsweise Schimmelpilze oder Ozon, Übelkeit nach einer Anästhesie in der postoperativen Phase, Frauenleiden.
Um eine bessere Vorstellung zu bekommen, wie vielfältig das Erscheinungsbild von Befindlichkeitsstörungen sein kann, sollen ohne Anspruch auf Vollständigkeit beispielhaft einige Symptome aufgezählt werden, die in der Literatur im Zusammenhang mit Befindlichkeitsstörungen genannt werden:
Verstimmung, Angst, depressive Verstimmungen, leichte Ermüdbarkeit oder Müdigkeit, Konzentrationsschwäche, Tränenreiz, Antriebsverlust, Gedächtnisstörungen, Gewichtsverlust, Nervosität, Abgespanntheit, Schlafstörungen, leichte Erregbarkeit, Gereiztheit, Unruhe, Müdigkeit, Schlappheit, Gleichgültigkeit, Lustlosigkeit oder Unlust, Traurigkeit, Niedergeschlagenheit
Organbezogene Befindlichkeitsstörungen werden auch funktionelle Störungen genannt: Atembeschwerden, Reizung der Atemwege, Husten, Heiserkeit, Herzbeschwerden, Stenokardien, Appetitlosigkeit oder -mangel (Inappetenz), Übelkeit (Nausea), Magenbeschwerden, Schluckstörungen, Verdauungsstörungen (wie Verstopfung), Schwindel, Ohnmacht, „Kreislaufschwäche“, Dysmenorrhoe, Dysurie, Kopfschmerzen, Migräneanfälle, Schmerz (rheumatische Schmerzen, Narbenschmerzen), Herz-Kreislauf-Störungen, erhöhter Infektanfälligkeit, Schwächezustände, Leistungsschwäche, Schwitzen.
Es geht also nicht alleine um Beeinträchtigungen der Stimmung, sondern auch um Beeinträchtigungen des körperlichen Wohlbefindens. Von Befindlichkeitsstörungen wird deswegen auch häufig im Zusammenhang mit Somatoformen Störungen gesprochen. Historisch standen Befindlichkeitsstörungen in Zusammenhang mit folgenden Begriffen: Morbus hypochondriacus, Hypochondrie, Febricula, Eisenbahnkrankheit, Telephonkrankheit, Neurasthenie, Selbstbeschreibung einer Überempfindlichkeit für Gerüche, shinkeishitshu, Epidemische Neuromyasthenie, Fibromyalgie (Fibrositis), Multiple Chemical Sensitivity, Chronisches Fatigue-Syndrom. Die Einordnung des Chronischen Fatigue-Syndroms in diesen Kontext ist überholt, da es sich hierbei um eine systemische Erkrankung mit körperlichen Störungen auf mehreren Ebenen handelt.
Laut der Langfassung der AWMF-Leitlinie Nicht-spezifische, funktionelle und somatoforme Körperbeschwerden, Umgang mit Patienten könnten medizinisch nicht hinreichend erklärte Körperbeschwerden, die ganz von selbst oder durch die Anwendung einfacher Hausmittel oder Verhaltensänderungen wieder verschwinden, am besten als Befindlichkeitsstörung bezeichnet werden.

## Zusammenhang mit dem Krankheitsbegriff
In der Literatur wird teilweise von einem fließenden Übergang zwischen Befindlichkeitsstörungen und Krankheit ausgegangen. Folgt man dieser Überzeugung, ist eine trennscharfe Abgrenzung von einer Krankheit schwierig. Will man an der Überzeugung festhalten, dass der Übergang zwischen Befindlichkeitsstörung und Krankheit fließend ist und deshalb niemals beides zugleich vorliegen kann, muss man in Studien willkürlich eine Schwelle (Cut-off-Wert) festlegen, um beides voneinander abzugrenzen. Die Annahme eines fließenden Übergangs ist im Hinblick auf eine sozialmedizinische Begutachtung besonders schwierig. So kann man leicht nachvollziehen, dass für einen Versicherungsnehmer, der eine Berufsunfähigkeit wegen psychischer Befindlichkeitsstörungen beantragt, eine besondere Darlegungspflicht besteht, dahingehend „näher darzulegen, welche gesundheitlichen Hindernisse ihn in welcher konkreten Weise beeinträchtigen, die Anforderungen seines Berufs zu erfüllen.“
Teilweise wird behauptet, um von einer Befindlichkeitsstörung sprechen zu können, dürfte keine vegetative Störung oder morphologische Schädigung von Organen vorliegen. Dadurch sollen funktionale Störungen, psychosomatische und somatopsychische Störungen abgegrenzt werden. Man kann in der Tat unter einer Befindlichkeitsstörung leiden, ohne einen körperlichen Befund, aber ebenso eine organische Störung haben, ohne dass die Befindlichkeit dadurch beeinträchtigt ist, weswegen die körperliche Krankheit erst spät erkannt wird. Befindlichkeitsstörungen können jedoch auch einen Hinweis für eine organische Erkrankung geben. Es muss so gesehen festgestellt werden, dass zwischen dem subjektiven Befinden und dem medizinischen Befund kein fester Zusammenhang besteht. Die nebenstehende Tabelle veranschaulicht, dass es neben den normalen Gesunden und normalen Kranken auch sich gesund fühlende Kranke und sich krank fühlende Gesunde gibt.
|              | kein Befund       | medizinischer Befund |
| ------------ | ----------------- | -------------------- |
| Wohlbefinden | „normale Gesunde“ | „gesunde Kranke“     |
| Missbefinden | „kranke Gesunde“  | „normale Kranke“     |

## Körperliche Befindlichkeitsstörung
Die körperliche Befindlichkeitsstörung kann aufgrund einer Krankheit, Behinderung oder gesundheitlicher Beeinträchtigung (z. B. Konzentrationsstörungen, Kater, Hunger und Durst) bestehen. Viele Krankheiten können sich mit Befindlichkeitsstörungen ankündigen. Des Weiteren sind Zustände wie Klimawechsel und Wetterumschwünge als Folge einer Wetterfühligkeit Gründe für eine Befindlichkeitsstörung. Die Absorption toxiner Wirkstoffe vom Körper kann ebenfalls zu Befindlichkeitsstörungen führen, ein weit verbreiteter P-Satz lautet: „Bei Unwohlsein ärztlichen Rat einholen / ärztliche Hilfe hinzuziehen.“ Auch Umwelteinflüsse können diese auslösen, z. B. Gerüche oder Ekel. Auch Menstruationsbeschwerden oder Beschwerden der Pubertät und Menopause (Wechselbeschwerden) äußern sich in Störung der Befindlichkeit.
Symptome, in denen sich Befindlichkeitsstörung äußert, sind zum Beispiel Müdigkeit, Schwindel oder Erbrechen, einem „flauen Gefühl in der Magengegend“, trockene Schleimhäute, oder andere Symptomen, die unter Unwohlsein und Ermüdung (Symptomkomplex R53 nach ICD-10) zusammengefasst werden.

## Psychische Befindlichkeitsstörung
Diese Befindlichkeitsstörung besteht auf Grund einer negativen Empfindung im psychischen Bereich.
Ursachen sind u. a. widrige Lebensumstände wie lang anhaltender Stress oder überfällige Erholung.
Es kann sein, dass sich der Betroffene missmutig gibt oder auf lange Sicht hierdurch eine psychische Krankheit wie zum Beispiel die Schlaflosigkeit oder den Alkoholismus erleidet.
Das psychische Unwohlsein kann schließlich in Verzweiflung münden.

## Soziale Befindlichkeitsstörung
In der sozialen Interaktion kann bei einzelnen Mitgliedern einer Gemeinschaft eine Befindlichkeitsstörung entstehen, wenn deren soziale Rolle von außen oder von innen her gestört ist (vgl. zum Beispiel unerwünschter Körperkontakt (Gedrängel); Mobbing oder Isolation).

## Erfassung von Befindlichkeitsstörungen in der Praxis
Laut EVAS-Studie von 1989 werden Hausärzte in 70 % der Fälle wegen Befindlichkeitsstörungen aufgesucht. Umgekehrt fand Schepank 1987 psychosomatische Allgemeinbeschwerden bei 18 % der nichtkranken Bevölkerung in Mannheim, von denen 8 % als krankheitswertig einzustufen waren. Eine Befindlichkeitsstörung wird also in der Regel erst festgestellt, wenn der Patient darüber berichtet. Um eine Sprachverwirrung zu vermeiden, wird dem Patienten geraten, auf Fachbegriffe wie „Herzkranzgefäßverengung“ zu verzichten und stattdessen subjektiv zu berichten. Der Arzt könnte sich sonst versucht fühlen, die Fachbegriffe mit seinen objektiven Befunden in Einklang zu bringen.
Weil Säuglinge und Kleinkinder aber oft noch nicht über das Bewusstsein oder die Sprache verfügen, um Befindlichkeitsstörungen wahrzunehmen oder auszudrücken, sind Außenstehende auf objektiv beobachtbare Indikatoren angewiesen, mit deren Hilfe man auf eine Befindlichkeitsstörung schließen kann. Kinder unter 3–4 Jahren können beispielsweise Befindlichkeitsstörungen wie Schmerz oder Übelkeit nicht zuverlässig verbal äußern. Dasselbe dürfte auch auf Patienten mit Hirnschädigungen zutreffen, die Befindlichkeitsstörungen nicht ausdrücken können.

## Theoretische Konzepte

### Empirische Ergebnisse bezüglich der Beschwerdenbereiche
Die Erfassung von Befindlichkeitsstörungen erfolgt in der Praxis durch sogenannte Beschwerdenfragebogen. Dabei handelt es sich um erlebte Beeinträchtigungen körperlicher und/oder psychischer Funktionen. Die Untergliederung der Beschwerdenbereiche erfolgte vor allem mittels der Methode der Faktorenanalyse, die einzelnen Analysen zeigen gut übereinstimmende Ergebnisse. Viele Beschwerdenerfassungsverfahren folgen einer hierarchischen Gliederung, für die Erfassung werden unterschiedliche Differenzierungsniveaus verwendet.
- Allgemeines Beschwerdenniveau (wird psychodiagnostisch in Beschwerdefragebogen auch als Screening für das Vorliegen psychischer Störungen verwendet).
  - Körperliche versus psychische Beschwerden
  - Spezifische körperliche Beschwerden – unspezifische Befindlichkeitsbeeinträchtigungen – Spezifisch Psychische Beschwerden
    - Einzelne Beschwerdenbereiche
      - Verdauung, Herz-Kreislauf, Sensibilitätsstörungen, Schlafbeschwerden (spezifisch körperlich)
      - Erschöpfung, Erregung, Leistungsinsuffizienz, Selbstwertminderung (unspezifisch)
      - Ängste, Zwänge, Beschwerden in der sozialen Kommunikation (spezifisch psychisch)

### Psychoanalytische Theorie
Nach psychoanalytischen Theorien sind vorübergehende Befindlichkeitsstörungen in der frühesten Phase der Entwicklung für die Bildung des kindlichen Selbsts verantwortlich. Diese Entwicklung erfolgt während der narzisstischen oder oralen Entwicklungsphase in der Regel über eine symbolische Besetzung des inneren Mutterbildes (Imago). Das sog. ›gute und das schlechte Mutterbild‹ dienen als Ausgangspunkt zur beginnenden Selbstwahrnehmung. Das symbolisch besetzte Mutterbild erfährt eine Differenzierung an Bedeutungen (Situationskreis). Als ursprünglichste Phase der frühkindlichen Entwicklung wird eine Verschmelzung des kindlichen Selbsts mit dem der Mutter angenommen (primärer Narzissmus). Gefühle des ›Sich-schlecht-Befindens‹ des Kindes werden daher zunächst mit der Vorstellung der ›bösen Mutter‹ verbunden bzw.
assoziiert. Negative kindliche Gefühle der Befindlichkeit tragen aber auch zur Spaltung des mit der Mutter verschmolzenen frühkindlichen Selbstbewusstseins bei (Subjekt-Objekt-Spaltung). Solche Gefühle fordern die beginnenden eigenen Fähigkeiten des Kindes heraus, die aufgrund fortschreitender physiologischer Reifungsvorgänge des Gehirns in Gang gesetzt werden (Handlungsschema). Durch diese zunehmende Abspaltung entstehen eigene Selbstanteile in der Vorstellungswelt des Kindes.